# ديفيد سميث (لاعب كرة قدم بريطاني)
ديفيد سميث (بالإنجليزية: David Smith)‏ (29 مارس 1968 في المملكة المتحدة - ) هو لاعب كرة قدم بريطاني في مركز الوسط. شارك مع منتخب إنجلترا تحت 21 سنة لكرة القدم. أما مع النوادي، فقد لعب مع برمنغهام سيتي وسوانزي سيتي وغريمسبي تاون وكوفنتري سيتي ونادي بورنموث ووست بروميتش ألبيون.

## وصلات خارجية
- دايفيد سميث على موقع قاعدة بيانات كرة القدم.إي يو (الإنجليزية)
- دايفيد سميث على موقع Soccerbase.com (لاعب) (الإنجليزية)
- دايفيد سميث على موقع عالم كرة القدم.نت (الإنجليزية)